# Ewa Kopacz
Ewa Bożena Kopacz (Naixement: Lis) (Skaryszew, Polònia, 3 de desembre de 1956) és una metgessa i política polonesa que ha estat primera ministra de Polònia entre setembre de 2014 i novembre de 2015, en successió de Donald Tusk, i eurodiputada al Parlament Europeu.

## Biografia
Va estudiar a la Facultat de Medicina de l'Acadèmia de Medicina de Lublin, on es graduà el 1981; després va obtenir una segona especialització com a metge de família i una primera especialització com a pediatre i forense. Posteriorment Ewa Kopacz va treballar a les clíniques d'Orońsko i Chlewiska, i després a Szydłowiec.
Va iniciar la seva activitat política als anys vuitanta com a membre del Partit Popular. Als anys noranta es va afiliar a la Unió de la Llibertat (Unia Wolności, UW), en nom del qual va participar en les eleccions locals i el 1998 va esdevenir consellera del consell regional del Voivodat de Masòvia. En incorporar-se el 2001 al partit polític Plataforma Cívica, obtingué aquest mateix any el primer escó parlamentari. Després que la Plataforma Cívica guanyés les eleccions parlamentàries del 2007, va ser nomenada Ministra de Salut, càrrec que exercí des de novembre de 2007 fins a novembre de 2011.

### Primera ministra de polònia
L'agost de 2014 Donald Tusk va ser designat per a succeir Herman Van Rompuy com a President del Consell Europeu, renunciant al càrrec de Primer Ministre, que va ocupar la seva companya de la Plataforma Cívica Ewa Kopacz. essent la segona dona que ocupava el càrrec després de Hanna Suchocka. Kopacz ha estat descrita com una de les líders de la Unió Europea i va ser classificada com la 40a dona més poderosa del món per la revista Forbes el 2015, situant-la per davant de la reina Elisabet II del Regne Unit i d'Ellen DeGeneres. El seu mandat va finalitzar el novembre de 2015 després que Llei i Justícia va guanyar les eleccions parlamentàries poloneses de 2015 amb majoria absoluta.

### Després de Primera Ministra
A les eleccions al Parlament Europeu de 2019 fou escollida diputada del Parlament Europeu, i vicepresidenta de la Cambra, i reelegida eurodiputada en les eleccions al Parlament Europeu de 2024.